# Aolong He
Aolong He är ett vattendrag i Kina. Det ligger i provinsen Jilin, i den nordöstra delen av landet, omkring 98 kilometer öster om provinshuvudstaden Changchun.
Genomsnittlig årsnederbörd är 899 millimeter. Den regnigaste månaden är juli, med i genomsnitt 204 mm nederbörd, och den torraste är januari, med 11 mm nederbörd.